# ألبرشت هولدر
ألبرشت هولدر (بالألمانية: Albrecht Holder)‏ هو موسيقي ألماني، ولد في 24 أغسطس 1958.

## وصلات خارجية
- ألبرشت هولدر على موقع ميوزك برينز (الإنجليزية)
- ألبرشت هولدر على موقع أول ميوزيك (الإنجليزية)
- ألبرشت هولدر على موقع ديسكوغز (الإنجليزية)